# Otowiszki wrych
Otowiszki wrych (bułg. Отовишки връх) – szczyt pasma górskiego Riła, w Bułgarii, o wysokości 2696 m n.p.m.